# フレームシンクロナイザー
フレームシンクロナイザー（英語：frame synchronizer、略称：FS）は、映像信号を基準となる信号と同じタイミングで出力するために一度読み込んだあと書き出しする、主にテレビジョン放送局などで用いられる映像用機器である。

## 概要
映像信号には全て同期信号（映像同期信号）が付いている。映像同期信号は「フレーム」構成の「タイミング」を指示するもので、この映像同期信号に従って受像機（復調装置）は映像信号を目に見えるかたちの映像にする。例えばカメラや VTRなどにそれぞれ映像同期信号発生装置を持たせて映像をつくり、これらからの映像信号を単純に切り替えてつなぎあわせ、ひとつの映像を作ろうとしても、切り替えの度に映像が不安定になったりノイズが走る。
これはそれぞれの機器の映像同期信号のタイミングがバラバラであるため、フレームの途中で別のフレームが割り込む格好になり、受像機は次のタイミング指示がくるまで、映像信号を映像にすることができなくなるためである。このため映像に乱れなく切り替えを行うためには、全ての映像機器の映像信号を「同時刻」で構成しなければならない。このためには同じ映像同期信号が必要になる。
テレビジョン放送局（演奏所）では、主調整室の同期信号発生装置により映像同期信号を発生させ、演奏所内の各映像機器に同じ映像同期信号を分配することによりこの問題に対応しているが、電気信号であるがゆえに、特にその「遅延」が問題、演奏所内の分配ですら難しいのに、サテライトスタジオや中継先、まして日本全国の放送局にこれを分配することなど不可能に近い。かつては複数箇所からの映像信号を同期させるために、わざわざ自局の映像同期信号をこれらに合わせるように調整（位相調整）していたが、熟練を要したり操作ミスで失敗したりと不安定な状況であった。
フレームシンクロナイザーでは、入力される映像信号の映像信号を1フレーム分読み込み、改めて自局の映像同期信号と同じタイミングで書き出すことでこの問題を解決している。フレームメモリに記録するので1～2フレームは遅延してしまうが、これのお陰で各放送局では飛躍的に信号管理の省力化が進み、安定した乱れのない映像送出が可能となった。またその際に書き出す出す前の同期信号を外し、新たにノイズのない綺麗な同期信号にして書き出すタイムベースコレクタ的な役割を果たしている部分もある。
フレームシンクロナイザーが実現できた要因は、高速アナログ・デジタル変換器の実用化と、大容量半導体メモリの発達であった。1974年に初めて実用化されたフレームシンクロナイザ（後述「開発」を参照）は、容量1kビットのDRAMを多数用いた19インチラック1本分ほどの大型装置であったが、その後の半導体高密度化技術の発展で小型化が進み、今日では小型のプリント基板1枚に組み込めるまでになっている。

## 開発
この装置は、テレビ局である東京放送が、外部中継先の映像を分割合成することができないものかと考えたのが発端だった。当時は番組中の外部から入ってくる中継映像に局内の同期をアナログ的に同期信号として扱い、それを合成する手法が主流だった。しかしそれだと局内の基準となる信号と同期信号が変わることになり、テレビ局全体に影響が出るため調整が大変であった。
そこで外部からの映像を局内の同期信号に合わせられないかとのアイデアが生まれ、同期信号のすげ替えをするタイムベースコレクタ（TBC）を販売していた日本電気に話を持ちかけ、共に開発を行い、1973年10月に完成した。
当時のTBCは画面内の1ラインごとに同期信号をすげ替えるものだったが、フレームシンクロナイザー用に1フレーム分読み込むとなるとその500倍以上のメモリが必要となるため必然的に大型化し、先にあるようにラック1本分ほどとなった。

### 販売
開発当時、大型装置にも関わらず、放送局向けに販売したところ、他局だけではなく世界の放送局にも大量に瞬く間に広まり東京放送には売り上げの数%のパテント料などが入ってきたという。